# Buccament
Buccament ist ein Ort auf der Insel St. Vincent, die dem Staat St. Vincent und die Grenadinen angehört. Der Ort liegt an der Südwestküste der Insel und gehört zum Parish Saint Andrew. Der Buccament River mündet dort ins Meer. 